# Пейпия
Пе́йпия (фин. Peipiä) — деревня в составе Нежновского сельского поселения Кингисеппского муниципального района Ленинградской области.

## История
Обозначена на карте Ингерманландии А. И. Бергенгейма, составленной по материалам 1676 года, как деревня Sydowen Hoff.
На шведской «Генеральной карте провинции Ингерманландии» 1704 года упоминается как деревня Sudova Hoff.
Как деревня Удовам она обозначена на «Географическом чертеже Ижорской земли» Адриана Шонбека 1705 года.
На карте Санкт-Петербургской губернии Я. Ф. Шмидта 1770 года упоминается как деревня Страмская.
На картах начала XIX века не упоминается.

ПЕЙПИЯ — деревня Ораниенбаумского дворцового правления, 10 вёрст по почтовой, а остальное по просёлочной дороге, число дворов — 4, число душ — 20 м. п. (1856 год)

ПЕЙПИЯ — деревня, число жителей по X-ой ревизии 1857 года: 17 м. п., 22 ж. п., всего 39 чел.

- Деревня Пейпия на карте 1860 года

В 1860 году деревня Пейпия насчитывала 3 крестьянских двора.

ПЕЙПИЯ — деревня Дворцового ведомства, при оз. Копанецком, 4 двора, жителей 20 м. п., 20 ж. п. (1862 год)

В 1868—1889 годах временнообязанные крестьяне деревни Пейпий выкупили свои земельные наделы у великой княгини Елены Павловны и стали собственниками земли.

ПЕЙПИЯ — деревня, по земской переписи 1882 года: семей — 9, в них 3 м. п., 30 ж. п., всего 64 чел.

ПЕЙПИЯ — деревня, число хозяйств по земской переписи 1899 года — 12, число жителей: 32 м. п., 34 ж. п., всего 66 чел.;
 разряд крестьян: бывшие удельные; народность: русская

В конце XIX — начале XX века деревня административно относилась к Стремленской волости 2-го стана Ямбургского уезда Санкт-Петербургской губернии. Население деревни было смешанным — финско-ижорским.
В 1917 году деревня входила в Стремленскую волость Ямбургского уезда.
С 1917 по 1924 год деревня Пейпия входила в состав Мало-Стремленского сельсовета Сойкинской волости Кингисеппского уезда.
С 1924 года в составе Стремленского сельсовета.
Согласно данным переписи населения СССР 1926 года в деревне Пейпия проживали 79 человек, все русские. В деревне был организован колхоз.
С 1927 года в составе Котельского района.
Согласно топографической карте 1930 года деревня насчитывала 24 двора.
С 1931 года в составе Кингисеппского района.
По административным данным 1933 года деревня Пейпия входила в состав Стремленского сельсовета Кингисеппского района.
Рядом с деревней располагалась авиагидростанция, на полигоне которой в 1934 году проходили испытания первого в мире катера на воздушной подушке Л-1. Создавал и испытывал такие катера конструктор Владимир Левков.
- План деревни Пейпия. 1938 год

Согласно топографической карте 1938 года деревня насчитывала 16 дворов.
В 1939 году население деревни Пейпия составляло 201 человек.
Во время войны в деревне Пейпия размещался немецкий концлагерь. Деревня была освобождена от немецко-фашистских оккупантов 31 января 1944 года.
В 1958 году население деревни Пейпия составляло 30 человек.
С 1959 года в составе Нежновского сельсовета.
По данным 1966, 1973 и 1990 годов деревня Пейпия также входила в состав Нежновского сельсовета Кингисеппского района.
В 1997 году в деревне проживали 18 человек, в 2002 году — 21 человек (русские — 86 %), в 2007 году — 3.

## География
Деревня расположена в северо-восточной части района на автодороге 41К-589 (Пятчино — Пейпия).
Расстояние до административного центра поселения — 14 км.
Расстояние до ближайшей железнодорожной станции Котлы — 27 км.
Деревня находится на северо-западном побережье озера Копанское у реки Пейпия.

## Демография
| 1862 | 2007 | 2010 | 2017 |
| ---- | ---- | ---- | ---- |
| 40   | ↘3   | ↗18  | ↗33  |

### Национальный состав
Согласно данным Всероссийской переписи населения 2021 года в деревне проживали 72 человека, из них:
 русские — 66, украинцы — 3, белорусы — 1 человек, остальные национальность не указали.

## Экология
В реке Пейпия водятся редкие охраняемые моллюски вида Европейская жемчужница.